# Star Touch
Star Touch ist ein Sendeformat, welches auf neun regionalen und zwei überregionalen Fernsehprogrammen zu sehen ist. In dem siebenminütigen Interview spricht die Moderatorin Nadine-Claire Cronauer mit einem prominenten Gast über dessen vergangene, aktuelle und zukünftige Projekte.

## Konzept
Charakteristisch für die Sendung sind die sogenannten „top seven“. Dabei handelt es sich um sieben Fragen, die dem Gast am Ende jeder Sendung gestellt werden. Darin geht es um persönliche Ansichten und die Lebenseinstellung des Prominenten. Fragen zum Privatleben werden jedoch generell nicht gestellt.

## Bisherige Gäste
Gäste in der Sendung waren bisher unter anderem Alexander Klaws, Laith Al-Deen, Désirée Nick, Laura Osswald, Annett Louisan, Martin Schneider, Martin Kesici, Ulrich Meyer, Simone Hanselmann, Thomas Godoj, Daniel Hartwich, Jürgen von der Lippe, Lara-Isabelle Rentinck, René Koch, Silbermond, Ruth Moschner, Roger Cicero, Adoro, Culcha Candela und Hans Werner Olm.

## Sender
Star Touch läuft auf neun regionalen und zwei überregionalen Sendern. Weitere Sendeformate sind geplant.